# Віла-де-Праду
Віла-де-Праду (порт. Vila de Prado; МФА: [ˈvi.ɫɐ dɨ ˈpɾa.du]) — парафія в Португалії, у муніципалітеті Віла-Верде. Розташована в північно-західній частині країни, на теренах історичної португальської провінції Дору-Міню. Входить до складу округу Брага. За адміністративним поділом, чинним до 1976 року, терени парафії були складовою провінції Міню. Належить до Бразької архідіоцезії Католицької церкви. Патрон — Діва Марія. Площа — 5,5151 км². Населення — 4472 ос. (2011). Середньо урбанізований регіон. Густота населення — 810,86 осіб/км²
. Код — 031342.

## Населення
| Кількість мешканців | Кількість мешканців | Кількість мешканців | Кількість мешканців | Кількість мешканців | Кількість мешканців | Кількість мешканців | Кількість мешканців | Кількість мешканців | Кількість мешканців | Кількість мешканців | Кількість мешканців | Кількість мешканців | Кількість мешканців | Кількість мешканців |
| ------------------- | ------------------- | ------------------- | ------------------- | ------------------- | ------------------- | ------------------- | ------------------- | ------------------- | ------------------- | ------------------- | ------------------- | ------------------- | ------------------- | ------------------- |
| 1864                | 1878                | 1890                | 1900                | 1911                | 1920                | 1930                | 1940                | 1950                | 1960                | 1970                | 1981                | 1991                | 2001                | 2011                |
| 1 570               | 1 843               | 1 777               | 1 878               | 1 937               | 1 777               | 2 153               | 2 532               | 2 755               | 2 850               | 2 988               | 3 646               | 4 019               | 4 381               | 4 472               |